# 기가바이트 테크놀로지
기가바이트 테크놀로지(중국어: 技嘉科技股份有限公司, 영어: Gigabyte Technology) 또는 간단히 기가바이트(Gigabyte)는 대만의 컴퓨터 하드웨어 제조사이자 유통사이다.
기가바이트의 주 사업 분야는 메인보드이다. 2015년 1분기에 480만 개의 메인보드를 출하하여 메인보드 공급업체 중 선두를 차지했다. 기가바이트는 맞춤형 그래픽 카드와 노트북 컴퓨터(하위 브랜드 에어로(Aero)의 얇고 가벼운 노트북 포함)도 제조한다. 2010년, 기가바이트는 대만 무역 진흥회에서 선정한 "대만의 상위 20대 글로벌 브랜드" 중 17위를 기록했다.
이 회사는 상장 회사이며 타이완 증권거래소에 주식 ID 번호 대만: 2376으로 거래된다.

## 역사

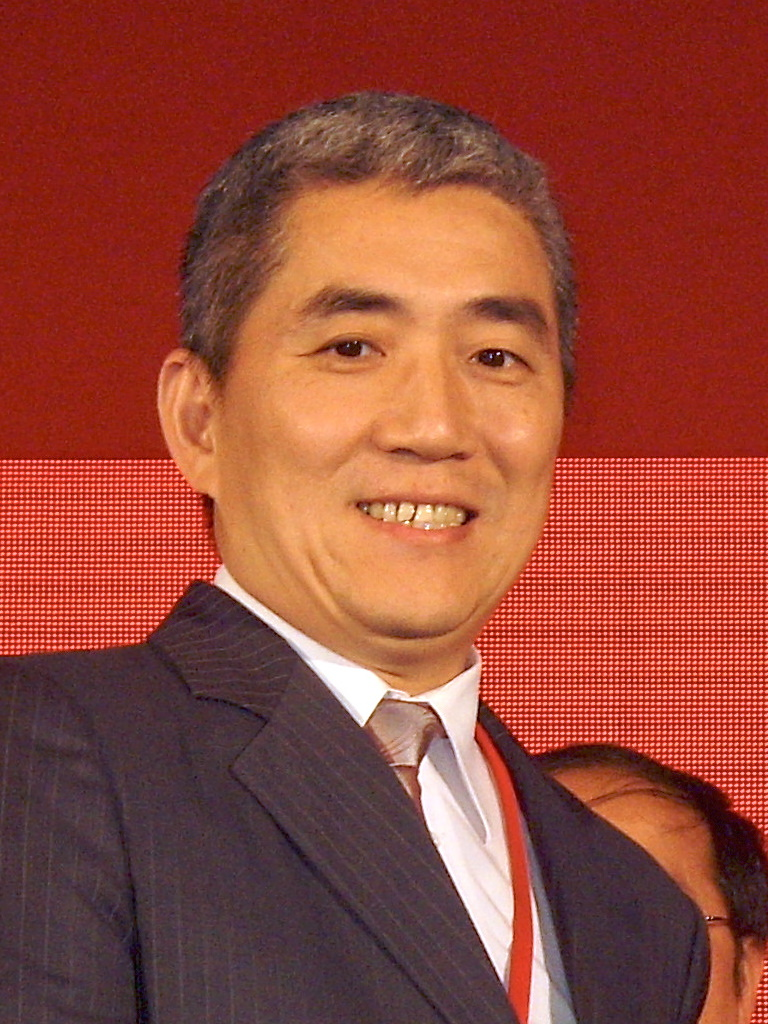
기가바이트 설립자 예페이청

기가바이트 테크놀로지는 1986년 예페이청(葉培城)에 의해 설립되었다.
기가바이트 메인보드의 주요 광고 기능 중 하나는 "모든 솔리드 캐패시터"를 사용한 "Ultra Durable" 구조이다. 2006년 8월 8일, 기가바이트는 아수스와의 합작 투자를 발표했다. 기가바이트는 2007년 7월 세계 최초의 소프트웨어 제어 파워서플라이를 개발했다.
2010년 4월, 기가바이트는 컴퓨터에서 아이패드와 아이폰을 충전하는 혁신적인 방법을 도입했다. 기가바이트는 2011년 5월 31일, 인텔 SSD 및 스마트 리스폰스 기술을 위한 온보드 mSATA 연결을 갖춘 세계 최초의 Z68 메인보드를 출시했다. 2012년 4월 2일, 기가바이트는 인터내셔널 렉티파이어의 60A IC를 탑재한 세계 최초의 메인보드를 출시했다.
2023년, 펌웨어 보안 회사인 에클립시엄(Eclypsium)의 연구원들은 271개 모델의 기가바이트 메인보드가 백도어 취약점에 영향을 받는다고 밝혔다. affected된 기가바이트 메인보드가 장착된 컴퓨터가 다시 시작할 때마다 메인보드 펌웨어 내의 코드가 업데이터 프로그램을 시작하여 다른 소프트웨어를 다운로드하고 실행한다. 기가바이트는 이 문제를 해결할 계획이라고 밝혔다.

## 제품

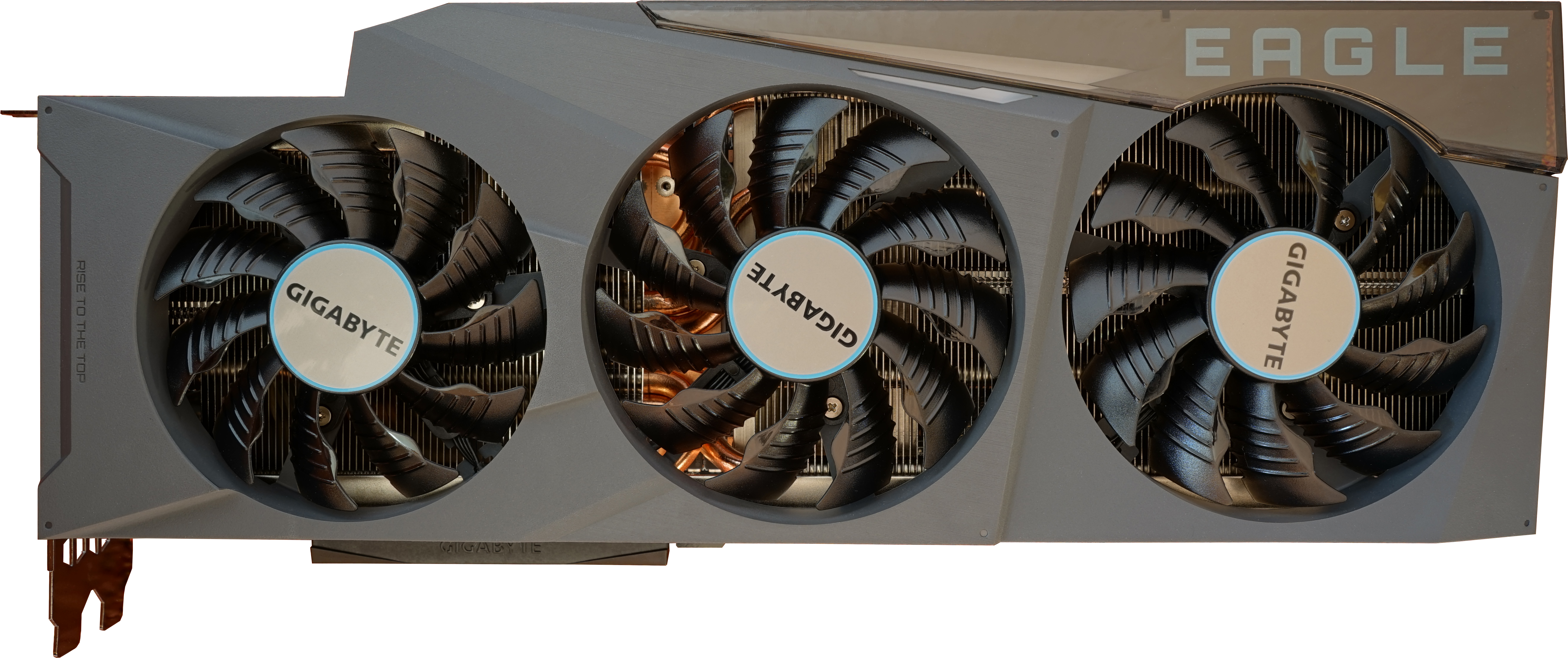
기가바이트 지포스 RTX 3090 그래픽 카드

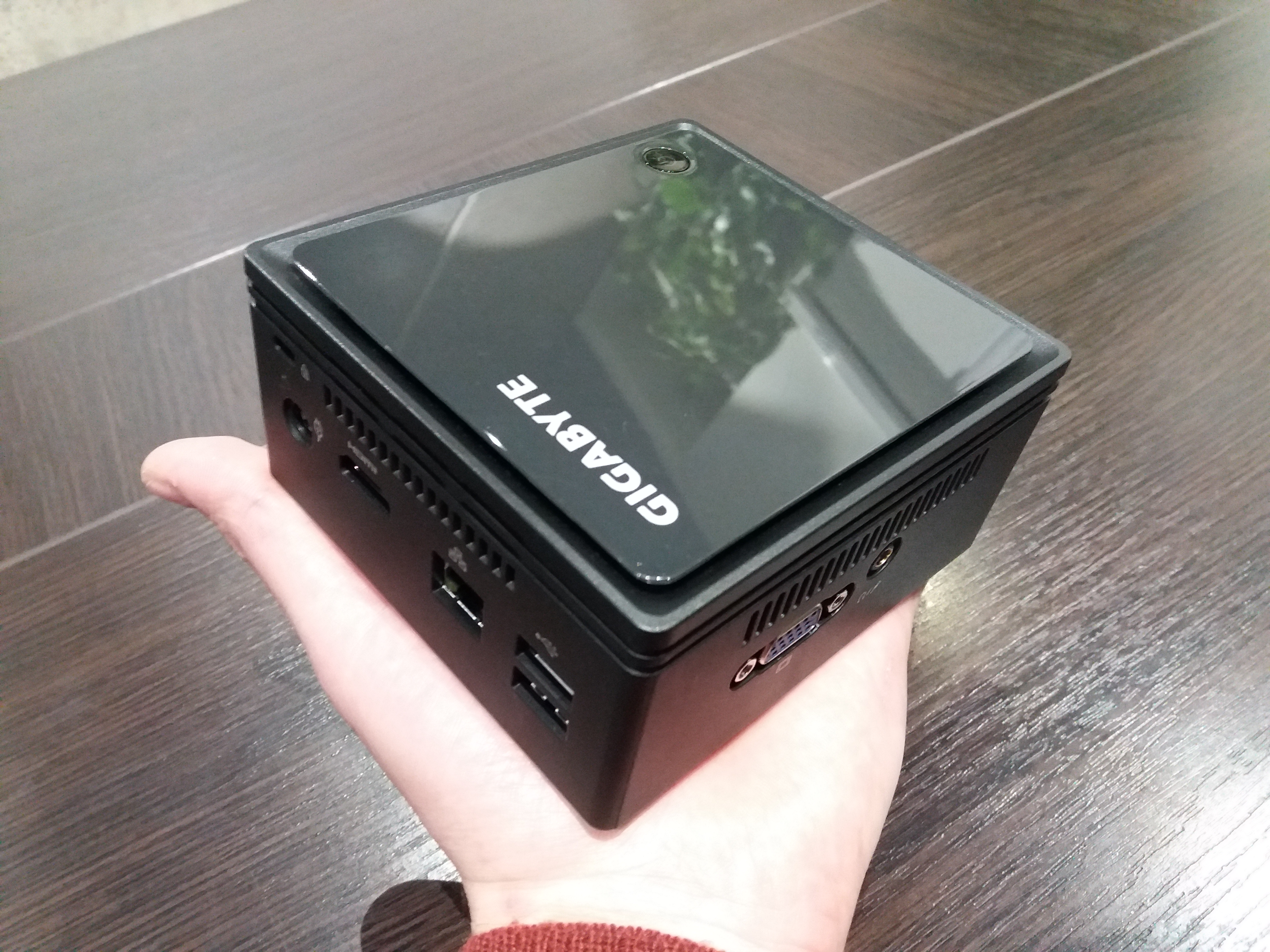
기가바이트 BRIX 미니 컴퓨터

기가바이트는 AMD와 인텔 플랫폼 모두를 위한 메인보드를 설계 및 제조하며, AMD 및 엔비디아와 협력하여 그래픽 카드 및 노트북을 생산한다. 여기에는 엔비디아의 튜링 칩셋과 AMD의 베가 및 폴라리스 칩셋이 포함된다. 기가바이트 부품은 에일리언웨어, 팰컨 노스웨스트, CybertronPC, 오리진 PC, 그리고 Technology Direct 데스크톱에서 독점적으로 사용된다.
기가바이트의 다른 제품으로는 데스크톱 컴퓨터, 태블릿 컴퓨터, 울트라북, 휴대 전화, 개인정보 단말기, 서버 메인보드, 서버 랙, 네트워킹 장비, 광학 드라이브, 모니터, 마우스, 키보드, 냉각 부품, 파워서플라이, 케이스 등이 있다. Aorus는 기가바이트의 등록된 하위 브랜드 상표로, 싱가포르에 등록된 회사인 Aorus Pte. Ltd. 소속이다. Aorus는 메인보드, 그래픽 카드, 노트북, 마우스, 키보드, SSD, 헤드셋, 케이스, 파워서플라이 및 CPU 쿨러와 같은 게임 관련 제품을 전문으로 한다.

## 유통
- 아메리카
- 아시아
  -  대한민국 - 제이씨현 시스템
  -  대한민국 - 피씨디렉트
- 유럽

## 회사 기술
- DES(Dynamic Energy Saver) Advanced - DES Advanced는 기가바이트 테크놀로지에서 생산하는 메인보드의 하드웨어 기반 소비 전력 절감 기술이다.[20]
- Dual BIOS - Dual BIOS는 기가바이트 테크놀로지의 모든 메인보드에서 사용되는 기술로 메인BIOS와 백업BIOS로 구성되어있다. 메인BIOS에 에러가 발생하면 백업BIOS에 있는 설정값으로 읽어들여 메인BIOS의 에러를 수정한다.

## 자회사
AORUS는 Aorus Pte. Ltd. 소속의 기가바이트의 하위 브랜드 등록 상표이다. 싱가포르에 등록된 기업의 하나이다. AORUS는 게이밍 관련 제품들에 특화되어 있으며 메인보드, 그래픽 카드, 노트북 등의 분야를 아우른다.

## 스폰서
- 기가바이트 나이스게임TV 리그 오브 레전드 배틀 서머 2013

## 같이 보기
- 대만의 기업 목록